# تيم جيل (كاتب)
تيم جيل (بالإنجليزية: Tim Jeal)‏‏ (27 يناير 1945 في لندن - ) روائي، وكاتب سير من المملكة المتحدة.

## الجوائز
- جائزة جون لولين رايس  [لغات أخرى]‏